# Lanhe (sockenhuvudort i Kina, Heilongjiang Sheng, lat 46,21, long 126,44)
Lanhe (kinesiska: 兰河, 兰河乡) är en sockenhuvudort i Kina. Den ligger i provinsen Heilongjiang, i den nordöstra delen av landet, omkring 53 kilometer norr om provinshuvudstaden Harbin. Antalet invånare är 25 122. Befolkningen består av 12 896 kvinnor och 12 226 män. Barn under 15 år utgör 15,0 %, vuxna 15-64 år 76 %, och äldre över 65 år 7,0 %.
Runt Lanhe är det ganska tätbefolkat, med 248 invånare per kvadratkilometer. Närmaste större samhälle är Lanxi, 13,2 km väster om Lanhe. Trakten runt Lanhe består till största delen av jordbruksmark.
Genomsnittlig årsnederbörd är 753 millimeter. Den regnigaste månaden är juli, med i genomsnitt 195 mm nederbörd, och den torraste är januari, med 7 mm nederbörd.